# Campionati europei di ciclismo su strada 2018 - Cronometro femminile Under-23
La cronometro femminile Under-23 dei Campionati europei di ciclismo su strada 2018, ventiduesima edizione della prova, si disputò il 12 luglio 2018 su un percorso di 23 km con partenza ed arrivo a Brno, nella Repubblica Ceca. La medaglia d'oro fu appannaggio dell'olandese Aafke Soet, il quale completò il percorso con il tempo di 33'24"34, alla media di 41,32 km/h; l'argento andò alla tedesca Lisa Klein e il bronzo alla ceca Nikola Nosková.
Sul traguardo 33 cicliste su 33 partenti, portarono a termine la competizione.

## Ordine d'arrivo (Top 10)
| Pos. | Corridore              | Squadra     | Tempo     |
| ---- | ---------------------- | ----------- | --------- |
| 1    | Aafke Soet             | Paesi Bassi | 33'24"34  |
| 2    | Lisa Klein             | Germania    | a 1'05"65 |
| 3    | Nikola Nosková         | Rep. Ceca   | a 1'08"21 |
| 4    | Marija Novolodskaja    | Russia      | a 1'20"37 |
| 5    | Elisa Balsamo          | Italia      | a 1'21"80 |
| 6    | Maëlle Grossetête      | Francia     | a 2'15"26 |
| 7    | Karlijn Swinkels       | Paesi Bassi | a 2'21"11 |
| 8    | Julia Biryukova        | Ucraina     | a 2'26"13 |
| 9    | Viktoriia Alieksieieva | Ucraina     | a 2'29"26 |
| 10   | Agnieszka Skalniak     | Polonia     | a 2'31"07 |